# 開拓使

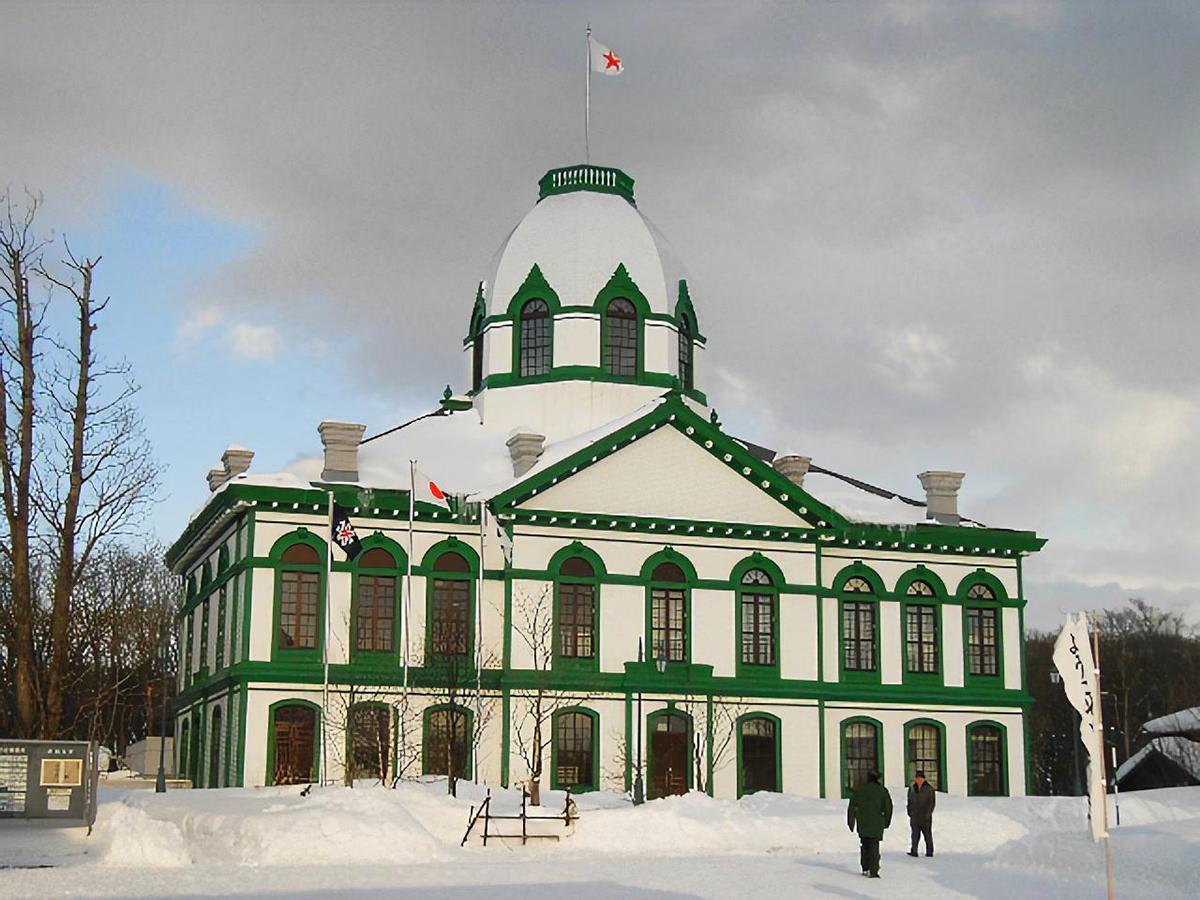
1873-1879年の庁舎 - 北海道開拓の村（外観再現）

開拓使の旗（通称「北辰旗」、現在の北海道旗はこのデザインを基にしている）

開拓使（かいたくし）は、明治政府が蝦夷地開拓の方針を打ち出しその計画が確立したことにより、1869年（明治2年）7月8日に設置した日本の官庁であり、1882年（明治15年）2月8日に廃止された。
樺太開拓使が置かれた1870年（明治3年）2月13日から1871年（明治4年）8月7日までは、北海道開拓使と称した。開拓使設置前の北海道行政は箱館府（箱館県）が行なっていた。
開拓使の廃止後は、札幌・函館・根室の3県が設置された。

## 歴史

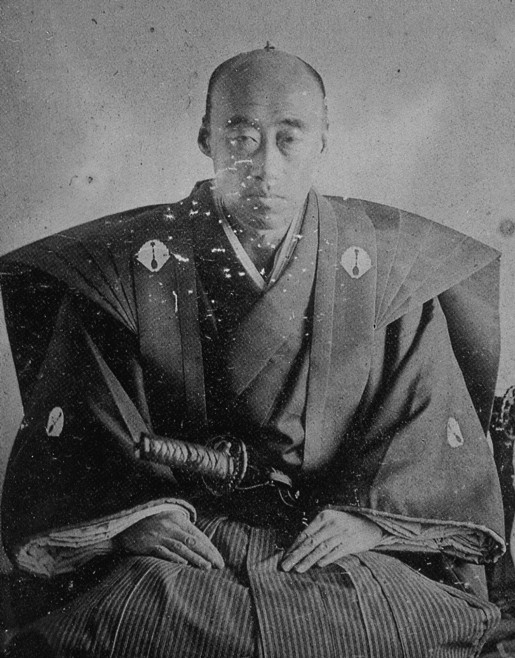
鍋島直正

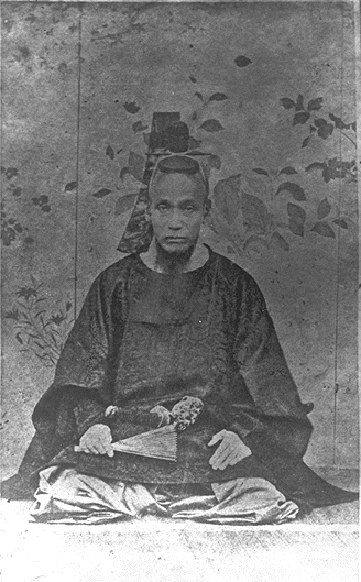
島義勇

「使」という名称は、律令制の下で使用された職名であり、太政官などとともに明治になって再度使われた。古代では臨時の独自な任務をこなした（令外官を参照）。
明治政府は中央・地方官制に頼らず、国家権力の独自の政策、つまり、「蝦夷地之儀ハ皇国ノ北門」という認識であり、ロシアに対する危機感とともに開拓自身が近代国家の任務と考えられ、開拓のための臨時の地方行政機関であった。

### 鍋島直正から東久世通禧の時代
開拓使は、諸官省と同格の中央官庁の1つである。北方開拓を重視する政府の姿勢の表れだが、初めの数年は力不足で、内実が伴いはじめるのは、1871年（明治4年）からであった。
開拓使の初代長官には、旧幕時代から北方の重要性を説いていた佐賀藩主鍋島直正が任命されたが、彼は実務にとりかかる前に辞任した。1869年（明治2年）8月に東久世通禧が任命され同年9月に函館開拓使に出張所に赴任した。当時の人口、産業の中心は、箱館府が置かれていた箱館（函館）であったが、位置が南に偏りすぎているため、北海道の中央部に本庁を設けることになっていた。長官の赴任に同行した佐賀藩士島義勇（しま　よしたけ）首席判官は、銭函（現小樽市銭函）白濱園松宅に開拓使仮役所を開設し、札幌で市街の設計と庁舎の建設を始めた。のちに「北海道開拓の父」とも呼ばれた島の計画は壮大であったが、厳冬の中で予算を急激に消費したこと等が理由で長官と対立し、志半ばで解任された。代わって赴いた岩村通俊判官の下で札幌の建設が続けられ、1871年（明治4年）5月に開拓使庁が札幌に移った。
開拓使の発足当時、中央政府の財政基盤は弱く、北海道の全域を統治する余力はなかった。そのため諸藩や団体、個人に呼びかけて北海道を分領し開拓させた。分領支配の実績は各地各様であったが、経験不足から低調な所が多かった。1871年（明治4年）8月20日に分領支配は廃止され、開拓使が館県（旧松前藩領）を除く地域を直轄統治することになった。

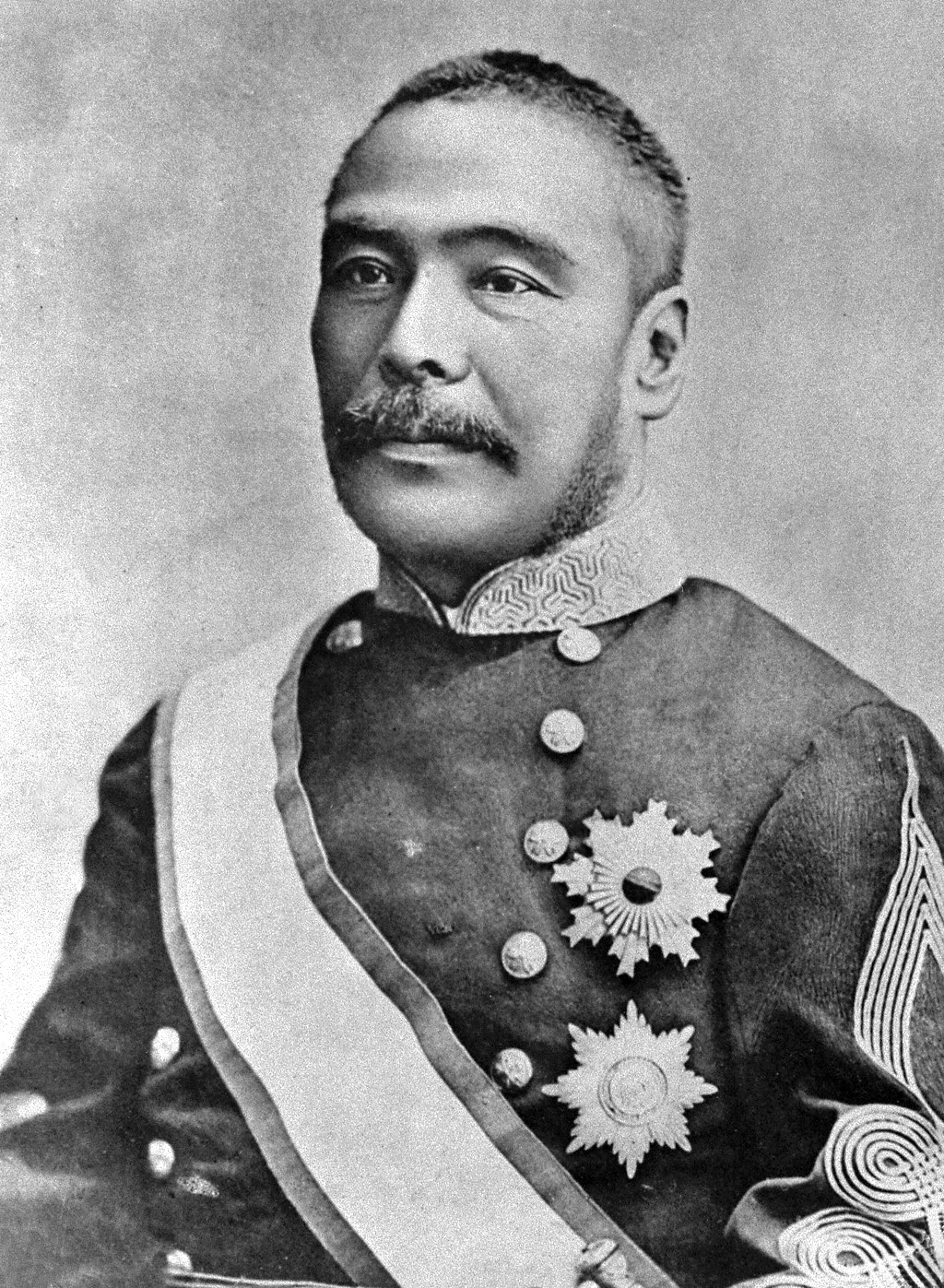
黒田清隆

### 黒田清隆の時代
樺太では、箱館府の時代から岡本監輔が統治の任にあたっていた。兵士と移民を送りこむロシアに対し、日本が劣勢に立たされていることに強い危機感を抱いた政府は、1870年（明治3年）に樺太開拓使を設置し、黒田清隆を開拓次官にして樺太専務を命じた。樺太を視察した黒田は「現状では樺太は3年もたない」という深刻な報告を行ない、対抗する国力を充実させるために北海道の開拓に力を入れるべきだと論じた。彼の建議に従い、1871年（明治4年）8月19日に10年間1,000万円をもって総額とするという大規模予算計画、いわゆる開拓使十年計画が決定された。
1871年（明治4年）10月に東久世長官が辞職すると、黒田が次官のまま、東京にあって開拓使の長となった。1872年（明治5年）10月、旧館県であった渡島国に属する福島郡、津軽郡、檜山郡、爾志郡の4郡が青森県から開拓使に移管された。黒田は1874年（明治7年）に長官となったが、北海道に赴任せずに東京から指示を出す態勢をとった。黒田は米国人ホーレス・ケプロンらの御雇外国人を招いて政策の助言と技術の伝習を行わせた。

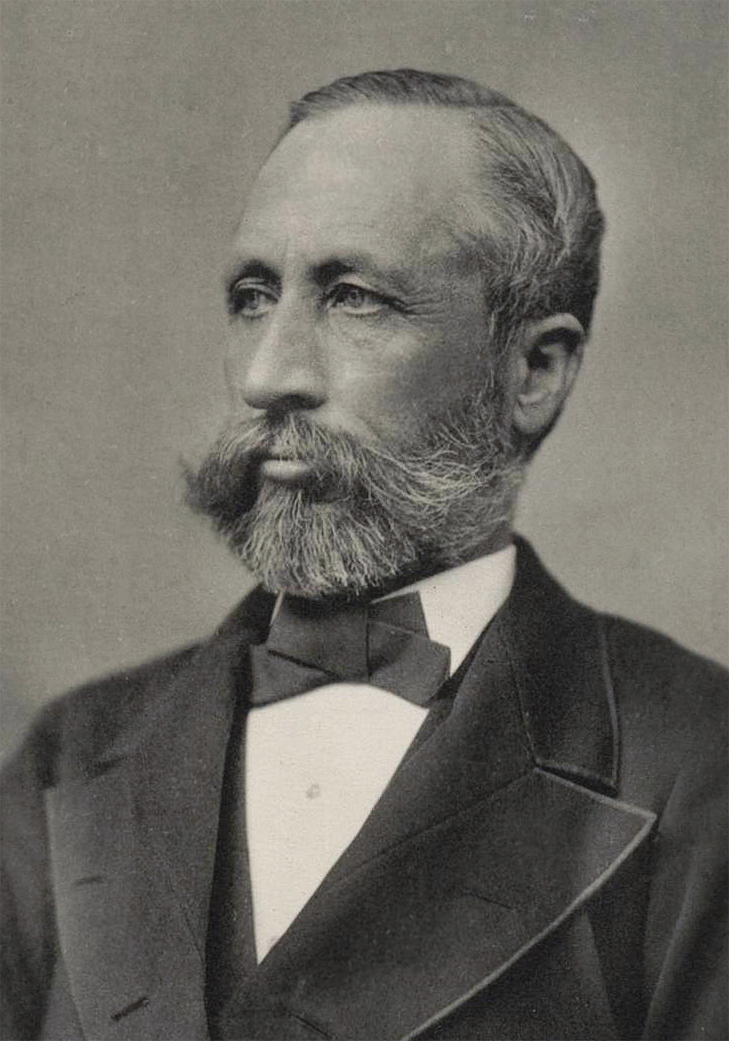
御雇外国人（クラーク）
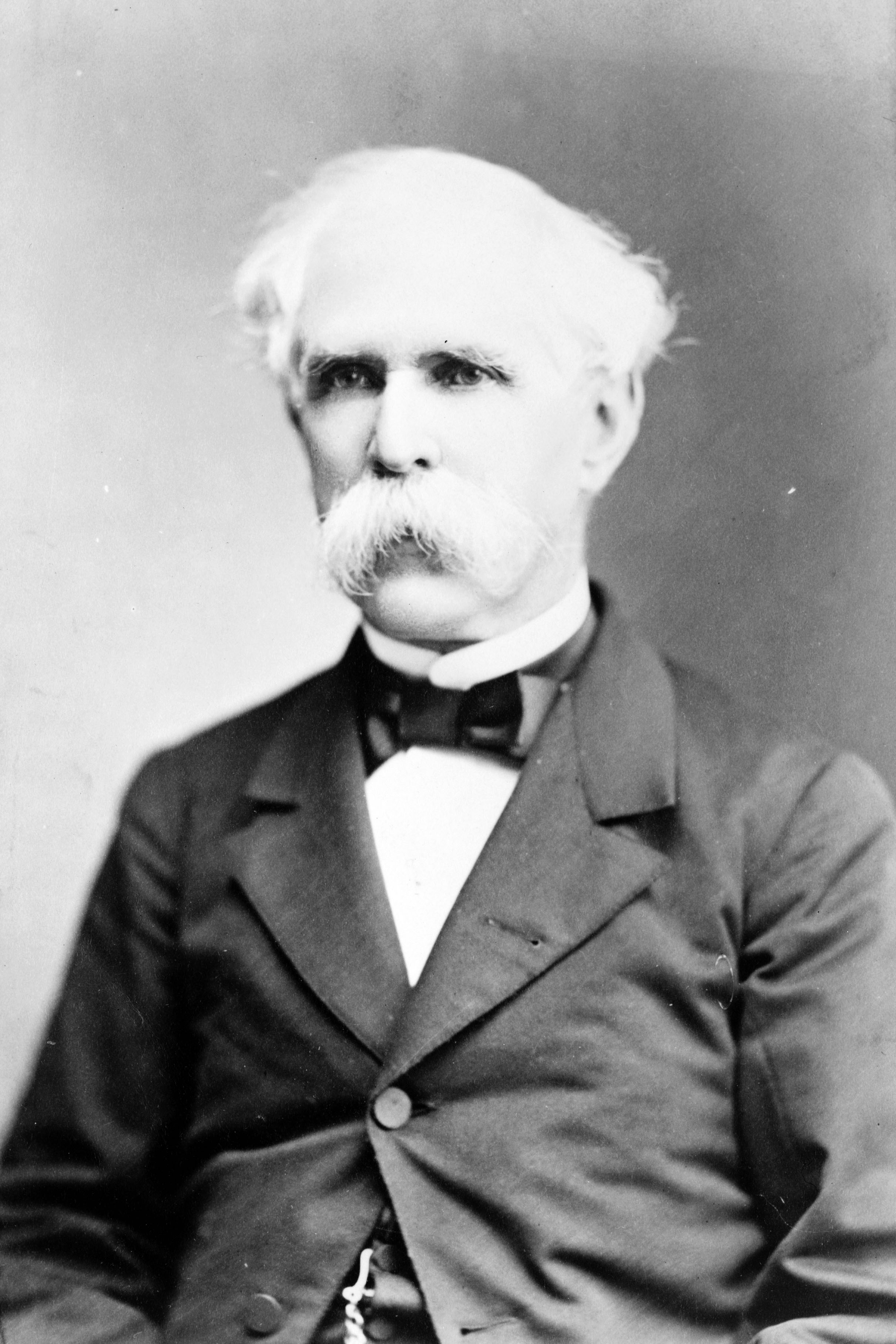
御雇外国人（ケプロン）
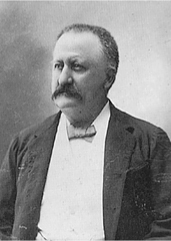
御雇外国人（ダン）
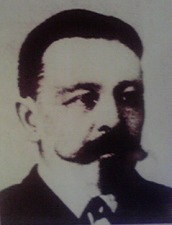
御雇外国人（ベーマー）

黒田は、北海道の開拓に難渋する現状では自然条件がいっそう不利な樺太まで手が回らないという考えを抱いていた。この方針に反対した岡本の辞任もあって、樺太の開拓は進展しなかった。結局、1875年（明治8年）5月に樺太・千島交換条約によって日本は樺太を手放した。交換の際、日本は樺太アイヌを北海道に移住させた。札幌本庁を統括していた松本十郎は、漁民が多かった樺太アイヌを内陸部に移住させる事に反対して辞任した。松本の辞職で初期の開拓使の高官はほぼいなくなり、かわって黒田を頂点にした薩摩藩閥が開拓使を支配した。
開拓使は潤沢な予算を用いて様々な開拓事業を推進したが、広大な範囲でなおも全てを完遂するには不足であり、測量、道路、鉄道などの基礎事業を早々に切り上げ、産業育成に重点をおいた。1876年（明治9年）には、札幌農学校と開拓使麦酒醸造所が設立され、現在の北海道大学、サッポロビールに至るまでの140年間にわたり、道内外の産業振興に大きな役割を果たすこととなる。
ホーレス・ケプロンによって資源調査を行い、幌内川（三笠幌内川）上流の炭田（後の幌内炭鉱）が埋蔵量が多く、有望であると判明すると、アメリカ人技師ベンジャミン・スミス・ライマンを招いて、炭田の開発計画を立案させることとなった。1878年（明治11年）、事務長に山内堤雲、事務副長に松本荘一郎、平井晴二郎が就任して開発が本格化、採炭から輸送に至るまで機械化が進められた。
十年計画の満期が近くなった1881年（明治14年）に、黒田は開拓使の事業を継承させるため、部下の官吏に官有の施設、設備を安値で払い下げることにした。これを探知した新聞社は、払い下げの主役を薩摩の政商五代友厚だと考えて攻撃した。これが、明治時代最大級の疑獄事件である開拓使官有物払下げ事件である。
開拓使は翌1882年（明治15年）に廃止され、北海道は札幌・函館・根室の3県に分けられた。

## 各分野の政策と開拓使時代の北海道

### 開拓使貫属
開拓使貫属は、開拓使に所属するが身分上の名称を失わずに開拓に従事する者であり、身分が保障されるうえ移住に関しても資金調達の心配が無くなる身分である。
旧白石藩は、表高1万3千石（実高1万8千石）であったが、家臣7500人を養うには決して豊かとは言えない。加えて、1869年（明治2年）の大凶作により、一揆の気配までもが高くなっていた。このような中、北海道移住への気運が高まるのであるが、その資金については自費移住ということであり、それを賄うだけの資金調達ができるはずもなかった。1871年（明治4年）2月、角田県知事、大参事は、旧白石藩士の窮状を理解し、開拓使に協議のうえ政府に具申。3月17日、太政官から片倉邦憲家来、角田県に在留していた者600人に対し北海道移住開拓使貫属を命じた。

### 北海道移民
開拓使による最初の移民政策は、政府募集の移民を送り込んで定住させるというものであった。また、新規移民に米、銭、農具などを与える移民扶助の規定を設けた。だが掛かる費用に対し効果が薄かったため、1872年（明治5年）には募集や新規移民優遇をやめ、既に定着した移民への援助に切り替えた。
1873年（明治6年）に、政府は北方警備と開拓とを兼任させる屯田兵制（主に道央以北、以東）を開始した。はじめの移民には、東北地方の士族の比率が高かった。後には人口が多い平民が主流になり、その出身地は東北地方の他、北陸地方などが多くなった。

## 治安警備（警察の前身）
- 軍事的な立場以外に、外国人との紛争および開拓移民に関しての事件が発生していたので、治安機関の設置が強く要望されていた。箱館には小規模な軍隊が駐屯し、同地中心の治安機関となっていた。
- 函館は早くから開港された都市であり北海道の表玄関たる位置にあったが、「北海道全域を統括する視点から見ると函館は北海道の西南に偏在している」ことから、開拓使は「石狩地方に北海道全体の本府を建設すべき経営に着手すべき」ことを決定した。ただし、函館は北海道の交通および商業の中心であった。

### 函館における治安警備
- 1868年（明治元年）　清水谷総督によって募集された50余名の「砲卒から成る新兵隊」および「従来の在住隊」が統合されて、「箱館府兵」と称する
- 1869年（明治2年）8月　箱館府兵を「函衛隊」と改称して開拓使の所管とするが、隊員の素質不良により一旦解隊
- 1871年（明治4年）3月　管下士民の二・三男を募集してフランス式に改めて1個中隊に編制、函衛隊を「護衛兵」に改称して治安警備の任につく
- 1871年（明治4年）9月　護衛兵の本営を箱館東本願寺別院に、同兵の分営を西浜町および地蔵町の地蔵堂2か所に置いて、函館市中夜間取締りを開始
- 1872年（明治5年）2月　函館在勤開拓判官の杉浦誠が邏卒設置の必要性を感じて明治政府に建議
- 1872年（明治5年）6月　護衛兵を解隊して「邏卒」および「砲卒」を設置。函館出張所開拓使庁内に邏卒掛を置いて市中巡邏を開始

- 1872年（明治5年）6月8日　北海道では、これをもって兵備と警察が分離し、近代警察の前身たる「邏卒」の設置を見たが、この邏卒は明治政府の承認を受けた正規なものではなく、開拓使独自の試験的なものに過ぎなかったので、後日の正式発足に備えて関係者は諸準備を進めていた。

- 1872年（明治5年）7月　開拓使が明治政府に函館邏卒の設置伺いを立てる
- 1872年（明治5年）8月30日（旧暦）付で「函館邏卒」の設置伺之通との指令がある。
  - （この日をもって北海道警察が誕生した）　
  - 函館邏卒を再編強化、市街を三つの大区に分けて屯所を設置（第一区が邏卒本営、第二・三区が邏卒分営）
- 1873年（明治6年）1月　各邏卒分営を第二および第三大区邏卒屯所に改称
- 1873年（明治6年）5月　砲卒は陸軍省に移管
- 1875年（明治8年）11月　邏卒本営を函館邏卒屯所に改称

### 札幌などにおける治安警備
- 1872年（明治5年）9月15日　開拓使が明治政府に札幌邏卒の設置伺書を提出
- 1872年（明治5年）9月18日付　「札幌邏卒」設置が裁可される
- 1874年（明治7年）12月　函館支庁が福山邏卒および江差邏卒の設置を申請
  - 明治5年頃から福山（現　松前町）および江差地方でおおよそ五千人による道路工事が開始されており、暴動は鎮圧できたが極めて不安な状況であったため
- 1875年（明治8年）8月　「函館邏卒福山邏卒屯所」および「同江差邏卒屯所」を設置
- 1875年（明治8年）8月25日　開拓使が根室支庁に「根室邏卒」を設置

### 国の制度の変更における治安警備体制の変遷
- 1872年（明治5年）8月　明治政府の司法省に警保寮が設置
- 1873年（明治6年）11月　明治政府に内務省が創設
- 1874年（明治7年）1月　警保寮が司法省から内務省に移管
- 1875年（明治8年）3月　行政警察規則を発布
- 1875年（明治8年）10月　警部・巡査を設置するなど新行政警察の整備確立の推進
- 1875年（明治8年）12月28日　邏卒の帯刀を改めて警部に帯剣を義務付ける、「開拓使行政警察規則」（邏卒を「巡査」に改称）を制定（府県行政警察規則に大同小異）
- 1876年（明治9年）2月　警部・巡査の服制を改正（巡査は木刀を携帯）
- 1877年（明治10年）3月　札幌・函館に警察署を設置。小樽・函館・福山・江差に分署を設置
- 1877年（明治10年）7月　根室に警察署を設置。厚岸に分署を設置。その後多数の分署を設置
- 1877年（明治11年）2月　函館支庁警察係と函館警察署が合併
- 1878年（明治12年）10月　巡査の木刀を三尺棒に改めて武道として棒術を実施
- 1879年（明治13年）4月　府県の第四課（警保課または警察課）を警察本署に改称するよう通達（内務省達）され、警察本署（警察本部の前身）を設置
- 1879年（明治13年）4月　内務省達により北海道に警察本署が設置
- 1879年（明治13年）8月　根室支庁警察係と根室警察署長が兼務
- 1880年（明治14年）1月　札幌本庁警察課が札幌警察署内へ移転
- 1882年（明治15年）2月　開拓使行政警察規則が府県行政警察規則へ吸収されて、邏卒屯所は「巡査屯所」に改称

### 歴代部長
| 官職名            | 氏名     | 就任日                           | 退任日        | 前職           | 後職             | 備考 |
| ----------------- | -------- | -------------------------------- | ------------- | -------------- | ---------------- | ---- |
| 札幌本庁          |          |                                  |               |                |                  |      |
| 邏卒係 三等権区長 | 富樫信好 | 明治5年7月27日 （1872年8月30日） |               | 函館邏卒御用係 | 邏卒三等検官     |      |
| 邏卒長            | 辰野宗城 | 1875年4月30日                    | 1876年2月22日 | 八等出仕       | -                |      |
| 警部長            | 辰野宗城 | 1876年2月22日                    | 1877年6月2日  | -              | -                |      |
| 一等警部          | 辰野宗城 | 1877年6月2日                     | 1882年2月8日  | -              | 札幌県警部長     |      |
| 函館支庁          |          |                                  |               |                |                  |      |
| 邏卒係            | 山内久内 | 明治5年6月8日 （1872年7月13日）  |               | （庄内藩士）   | 邏卒二等検官     |      |
| 邏卒総長          | 有竹裕   | 明治5年8月30日 （1872年10月2日） | 1874年10月    | 九等出仕       | -                |      |
| 邏卒長            | 有竹裕   | 1874年10月                       | 1876年2月12日 | -              | -                |      |
| 警部長            | 有竹裕   | 1876年2月12日                    |               | -              | 権少書記官       |      |
| 一等警部          | 山内久内 | 1879年12月                       | 1882年2月8日  | 二等警部       | 函館県警部長     |      |
| 根室支庁          |          |                                  |               |                |                  |      |
| 開拓幹事          | 折田平内 | 1875年9月                        |               | 支庁幹事       |                  |      |
| 十等警部 警察係   | 三沢秀二 | 1879年8月16日                    |               | 一等巡査       | 根室県警部長代行 |      |

## 開拓使の庁とその主任官

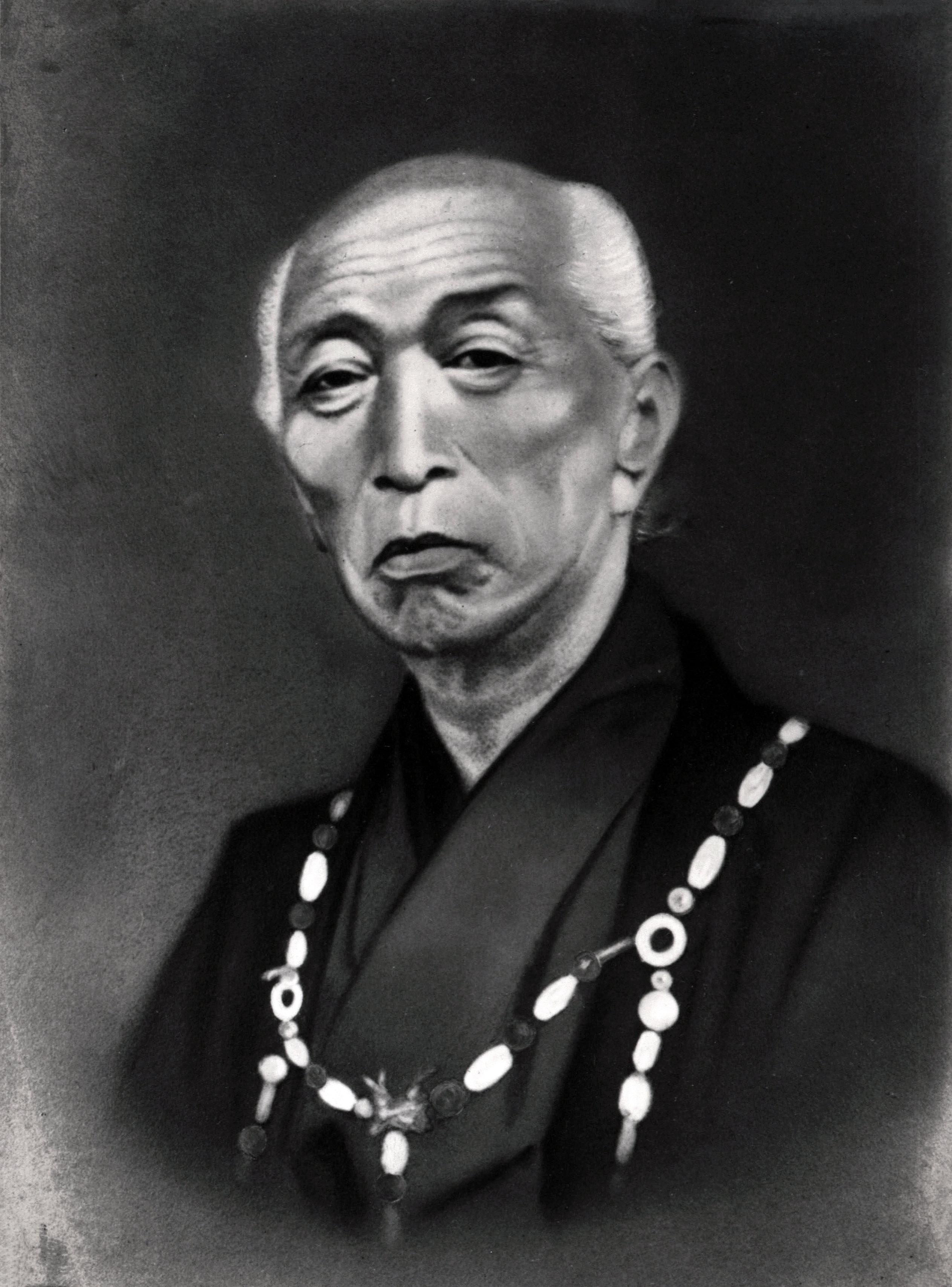
松浦武四郎

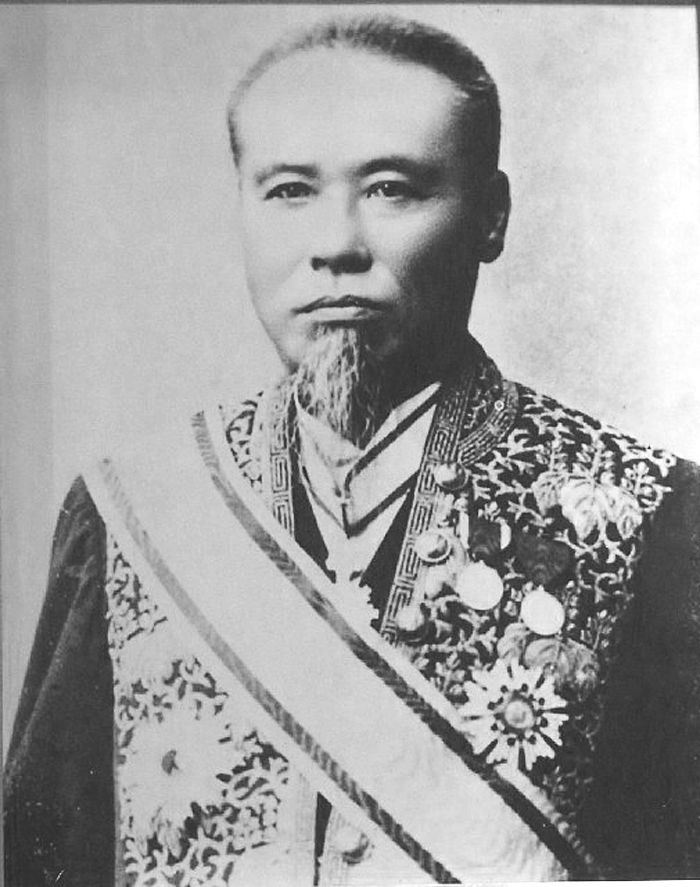
岩村通俊

### 開拓使出張所の時代
1869年（明治2年） - 1871年（明治4年）5月
開拓使庁
1869年（明治2年）7月開設。1870年（明治3年）閏10月9日に「開拓使東京出張所」と改称。
開拓判官：松浦武四郎
開拓使出張所（函館）
1869年（明治2年）9月30日 - 1871年（明治4年）5月
開拓長官：東久世通禧
開拓判官：岩村通俊（1870年（明治3年）に小樽仮役所へ転任）
銭函仮役所
1869年（明治2年）10月 - 1870年（明治3年）4月
島の転出とともに廃止され、小樽仮役所が引き継ぐ。
開拓判官：島義勇（1870年（明治3年）4月に中央政府に転任）
小樽仮役所
1870年（明治3年）4月 - 1871年（明治4年）5月
札幌開拓使庁の開設にともない廃止。
開拓判官：岩村通俊
根室開拓使出張所
1869年（明治2年）10月 - 1870年（明治3年）6月東京府に移管。
1870年（明治3年）10月に開拓使の管轄に復帰。
1870年開拓判官：松本十郎
宗谷開拓使出張所
1869年（明治2年）10月 - 1870年（明治3年）1月
開拓判官：竹田信順
正式名称不明（樺太）
箱館裁判所時代から岡本の下で継続。明治3年（1870年）2月樺太開拓使庁
開拓判官：岡本監輔

### 札幌開拓使庁と出張開拓使庁の時代
1871年（明治4年）5月 - 1872年（明治5年）9月14日
札幌開拓使庁
開拓長官：東久世通禧
開拓判官：岩村通俊
開拓使東京出張所
開拓判官：松浦武四郎
函館出張開拓使庁
根室出張開拓使庁
開拓判官：松本十郎

### 札幌本庁と支庁の時代
1872年（明治5年）9月14日 - 1882年（明治15年）2月8日
開拓使札幌本庁
1874年（明治7年）5月14日に浦河支庁の管区をあわせる。
1874年（明治8年）3月12日に留萌支庁の管区をあわせる。
1875年（明治9年）12月2日に樺太と交換して日本領になった得撫島以北を所管。
1878年（明治11年）8月7日に得撫島以北を根室支庁に移管。
1873年（明治6年）1月：岩村通俊罷免
1872年（明治5年）10月から：松本十郎根室支庁と兼務。1872年（明治6年）7月本庁専務。1876年（明治9年）9月辞職
1876年（明治9年）9月- 1877年（明治10年）12月：堀基 辞職
1877年（明治10年）12月 - ：調所広丈
開拓使函館支庁
明治10年（1877年）1月杉浦誠：辞職
明治10年（1877年）2月 - 12月柳田友卿：辞職
明治10年（1877年）12月 -時任為基
開拓使根室支庁
1878年（明治11年）8月7日から得撫島以北の千島を所管する。
1873年（明治6年）7月：松本十郎札幌本庁に転出
1873年（明治6年）：折田平内 -
開拓使宗谷支庁
1873年（明治6年）2月25日に留萌に移転して「開拓使留萌支庁」と改称。
1875年（明治8年）3月12日に廃止。管区は本庁に。
1875年大山重
開拓使浦河支庁
1874年（明治7年）5月14日に廃止。
七等出仕：三好清篤
開拓使樺太支庁
1875年（明治8年）11月20日に樺太千島交換条約にもとづきに廃止。
長谷部辰連
開拓使東京出張所
開拓次官、開拓長官：黒田清隆

## 後身
開拓使関連機関として設立された機関のうち、現在まで存続している代表的な組織として、国立大学法人北海道大学とサッポロビール株式会社が挙げられる。
北海道大学とサッポロビールは、ともに開拓使によって設立された経緯を持つことから、赤い五稜の北辰星（北極星）を象った「開拓使の徽章」を用いた施設が現存している。
北海道大学関連では、札幌農学校演武場（現札幌市時計台）や植物園博物館などがその例である。
サッポロビール関連では、サッポロビール博物館やサッポロファクトリーに開拓使麦酒醸造所の伝統を引き継ぐ赤い星が記されているほか、現在のロゴマークに用いている金色の星の由来として受け継がれている。